# Spiro Çomora
Spiro Çomora (ur. 31 stycznia 1918 na Korfu, zm. 16 kwietnia 1973 w Tiranie) – albański dramaturg, tłumacz, poeta, prozaik, satyryk i twórca literatury dziecięcej. Jego najbardziej znany utwór Karnavalet e Korçës został w 1980 roku przetłumaczony na język grecki.
Przekłady utworów starożytnych greckich pisarzy zostały docenione przez albańskiego leksykografa Gjona Shllaku.

## Życiorys
Urodził się na wyspie Korfu, szkołę podstawową i średnią ukończył w Albanii . W 1938 roku wyjechał do Włoch w celu podjęcia studiów prawniczych na Uniwersytecie Rzymskim, których nie ukończył z powodu wybuchu II wojny światowej . Po powrocie na teren Albanii został mianowany sędzią w Elbasanie, pracował również jako nauczyciel i folklorysta .
Po II wojnie światowej zamieszkał w Tiranie, gdzie do swojej śmierci pracował jako redaktor czasopisma Hosteni. Należał do sześcioosobowego komitetu redagującego tłumaczenie Iliady autorstwa Gjona Shllaku.

## Twórczość
- Injeksione që duhën bërë[1]
- Nga fshati i gruas[1]
- Për njoftim e për veprim (1955)[1]
- Maska e fytyra (1960)[1]
- Skena dhe prapaskena (1962)[1]
- Vepra letrare (1979-1980, 4 tomy; wydanie pośmiertne)[1]

### Komedie[1]
- Dema dhe toreadorë
- Iu hoqën petët lakrorit
- Syleshi
- Karnavalet e Korçës (1961)[4][6][7]
- Dy me zero (1969)[6]

### Poezje[1]
- Maska dhe fytyra
- Për njoftim e për veprim
- Skena e prapaskena
- Syfete

### Wybrana literatura dziecięca[1]
- Një tufë vjershash (1952)
- Shkolla jonë (1954)
- Çil, çil trëndafil (1963)

## Tłumaczenia[1]
- część satyr Juwenalisa
- Wrona i gołąb Ezopa (1957)
- Pokój Arystofanesa (1958)
- Lizystrata Arystofanesa (1960)
- Skënderbeu Grigora Pyrliczewa (1968)[2]
- Rycerze Arystofanesa (1969)
- Odyseja Homera (12 lub 14 pierwszych pieśni; 1973)[4]

## Życie prywatne
Jego żoną była Vangjeli Çomora (z domu Borova), z którą miał córkę Marioarę.